# Schausiella
Schausiella — рід лускокрилих з родини сатурнієвих, підродини Ceratocampinae.

## Систематика
До складу роду входять:
- Schausiella arpi  (Schaus, 1892) — Бразилія
- Schausiella carabaya (Rothschild, 1907) — Еквадор та Перу
- Schausiella santarosensis  (Lemaire, 1982) — Коста-Рика
- Schausiella spitzi (Travassos, 1958) — Амазонка
- Schausiella subochreata  (Schaus, 1904) — Амазонка